# Заленский, Олег Вячеславович
Олег Вячеславович Заленский (4 сентября 1915, Москва, Российская империя — 1982, Ленинград, РСФСР, СССР) — советский учёный, лауреат премии имени К. А. Тимирязева (1988), физиолог растений, доктор биологических наук, профессор, директор Памирской биологической станции Таджикского филиала АН СССР (1942—1951), ведущий научный сотрудник Ботанического института АН СССР.

## Биография
Олег Вячеславович Заленский родился 4 сентября 1915 года в городе Москве, в семье Вячеслава Рафаиловича Заленского, его детство прошло сначала в Саратове, потом в Крыму, куда переехала семья после смерти отца .
В 1931 году О. В. Заленский поступил на биологический факультет Ленинградского государственного университета (ЛГУ): 

«Жизнь была очень тяжелая и голодная. В начале 1 курса Олегу было негде ночевать, он спал урывками на скамейках в скверах. Позже, подружившись с Львом Гумилёвым, жил несколько месяцев у его матери Анны Ахматовой и ночевал на сундуке в её квартире в доме на Фонтанке».— З. П. Тиховская
В период учёбы в с 1934 года работает лаборантом в лаборатории экспериментальной ботаники Ботанического института Академии наук СССР.
После окончания университета, с 1936 по 1938 годы, Заленский работал на опытных песчано-пустынных станциях (основанных ещё Н. И. Вавиловым) Всесоюзного научно-исследовательского института растениеводства (ВНИИР), сначала в Кара-Кале, потом в Челкаре.
С 1939 года О. В. Заленский становится сотрудником Памирской биологической станции Таджикского филиала АН СССР на Восточном Памире, а в 1942—1951 годы — её директором (место расположения биостанции — Чечекты — высота 3860 м над уровнем моря близ Мургаб): 

«О. В. Заленский был очень крупным ученым, хотя не имел никаких официальных званий. Почти всю жизнь он был кандидатом биологических наук и докторскую диссертацию защитил только перед самой смертью (1982), накануне 70-летия, да и то после настойчивых требований сотрудников. Тем не менее он оставил заметный след в науке. Около него все время толклись многие наши ученые, и даже академики, которых он заряжал своими идеями. Во многом черты его характера — живой ум, творческая одаренность, редкое сочетание широкой эрудированности и глубины, большой интерес ко всем проявлениям жизни, остроумие <…> Он только в малой степени реализовал свой творческий потенциал».— Ю. Л. Цельникер
Ко времени приезда Заленского на Памир на полях Памирской биостанции уже выращивали испытуемые сорта кормовых растений, которые и стали объектами изучения фотосинтеза и содержания углеводов. Результаты этих исследований вошли в кандидатскую диссертацию О. В. Заленского, которую он защитил в Ташкенте в 1944 году, и в более позднюю статью (1955).
В 1952 году О. В. Заленский стал сотрудником, а позже заведующим лабораторией экологии и физиологии фотосинтеза Ботанического института АН СССР, но продолжал приезжать на Памир в 1954, 1955 и 1957 годах, руководил работами физиологов.
Похоронен на Большеохтинском кладбище Санкт-Петербурга.
В 1988 году Олег Вячеславович Заленский за выдающуюся работу в области физиологии растений «Фотосинтетический метаболизм и энергетика хлореллы» был удостоен научной награды Академии наук СССР Премии имени К. А. Тимирязева посмертно.

## Общественная деятельность
- Исторический очерк. Ботанический институт им. В. Л. Комарова Российской академии наук Binran.ru. Дата обращения: 2 января 2019.:

«9-17 мая 1957 г. в Ленинграде состоялся II Делегатский съезд Всесоюзного ботанического общества при АН СССР (ВБО) <…> Съезд вновь избрал В. П. Сукачева президентом ВБО, вице-президентами стали А. Л. Курсанов и Б. К. Шишкин, ученым секретарем — В. И. Полянский (после его смерти в 1959 г. на этот пост был кооптирован О. В. Заленский). <…> 23-28 сентября 1963 г. в Ленинграде прошел III Делегатский съезд ВБО, включавший 4 симпозиума: Вопросы систематики, эволюции и географии растений, <…> Изучение растительных ресурсов СССР. С докладами выступили А. Л. Тахтаджян, А. В. Благовещенский, М. М. Голлербах, А. И. Толмачев, П. М. Жуковский, А. А. Ничипорович, С. М. Букасов, О. В. Заленский, <…> На пленарном заседании с докладом „Состояние и перспективы развития ботанической науки в Советском Союзе“ выступил президент ВБО академик Е. М. Лавренко (в соавторстве с Ал. А. Федоровым). <…> Съезд заслушал доклады А. И. Толмачева „Основные научные итоги изучения флоры и растительности высокогорий“, А. Л. Тахтаджяна „Задачи биосистематики в СССР“, <…> О. В. Заленского „Физиологический аспект фотосистемы II и её изучение“ и сообщение Б. А. Юрцева о работе XI Международного ботанического конгресса, проходившего в августе 1969 г. в США. Съезд избрал Е. М. Лавренко президентом ВБО на второй срок. Вице-президентами стали О. В. Заленский, <…> 5-7 сентября 1973 г. в Киеве прошел V Делегатский съезд ВБО. На пленарных заседаниях обсуждались также вопросы, связанные с предстоящим XII Международным ботаническим конгрессом. А. Л. Тахтаджян выступил с докладом „О подготовке к XII Международному ботаническому конгрессу“. Содоклад по поводу научной программы Конгресса сделал О. В. Заленский. Президентом Общества был избран А. Л. Тахтаджян, а Е. М. Лавренко до конца жизни оставался почетным президентом Общества. Вице-президентами, кроме Б. А. Тихомирова, А. И. Толмачева и О. В .Заленского, стали К. М. Сытник и Т. А. Работнов. <…> ВБО активно участвовало в организации и проведении XII Международного ботанического конгресса. <…> В 1971 г. был сформирован Оргкомитет под председательством А. Л. Тахтаджяна, а в 1974 г. президент ВБО А. Л. Тахтаджян был утвержден президентом XII Международного ботанического конгресса. Вице-президентами были утверждены А. А. Прокофьев, К. М. Сытник, Ал. А. Федоров, Н. В. Цицин, А. А. Яценко-Хмелевский, С. Бялобок (Польша), Р. К. Роллинс (США), Ф. А. Стафлё (Нидерланды), О. К. Хейдбери (Швеция), Дж. Хеслоп-Харрисон (Великобритания), П. Шуар (Франция), Я. Ялас. (Финляндия). Генеральным секретарем Конгресса стал О. В. Заленский, <…> 3-10 июля 1975 г. в Ленинграде состоялся XII Международный ботанический конгресс. <…> 12-16 сентября 1978 г. в Кишинёве прошел VI Делегатский съезд ВБО. В работе съезда <…> Работали следующие секции: Рациональное использование и охрана растительного мира, Морфология растений, Интродукция растений, Экологическая ботаника, Флористика и систематика растений, Палеоботаника, Микология. На заседании Совета ВБО были избраны вице-президенты Общества В. А. Алексеев, О. В. Заленский, Т. А. Работнов, К. М. Сытник, А. А. Яценко-Хмелевский и ученый секретарь ВБО В. И. Василевич».

## Награды
- Премия имени К. А. Тимирязева (1988) за работу «Фотосинтетический метаболизм и энергетика хлореллы»[4][3]

## Семья
- Отец — Заленский Вячеслав Рафаилович — русский ботаник-физиолог, широко известный в научном мире как автор «Закона Заленского».
- Мать — Тиховская, Зоя Петровна (1883—1976) — русский, советский физиолог растений, первый альголог и заведующая лабораторией альгологии Мурманской биологической станции (1937—1952), …[5][6]

Жена — Свешникова В. М. (1912—2000) — родилась в городе Троицке Оренбургской губернии, выпускница биофака ЛГУ, на Памире работала до 1958 года, проводила работы по водному режиму растений, доктор биологических наук.
- Дети:

Андрей Олегович, выпускник физического факультета Ленинградского университета, работал в академических институтах — цитологии (Институт цитологии АН СССР, Ленинград) и биологии моря (ИБМ, Владивосток). В 1991 г. эмигрировал в США, где продолжил научную деятельность. Екатерина Олеговна, выпускница биологического факультета ЛГУ, окончила аспирантуру в ЦИН, в 1984 г. уехала с семьей в США и несколько лет работала по специальности в Колумбийском университете. Дочь Екатерины названа Вероникой-Зоей — в честь Зои Петровны Тиховской, а сын носит имя Антон-Олег — в честь Олега Вячеславовича Заленского. Вероника-Зоя — морской биолог, занимается исследованием коралловых рифов в University of Queensland (Брисбен, Австралия). Антон — математик в компании Brain creators, живёт и работает в Амстердаме. <…> Будучи гражданами мира, они хорошо говорят по-русски. Языку, как и любви к России, их научили мать и дядя.— 

## Сочинения
- Заленский О. В. Эколого-физиологические аспекты изучения фотосинтеза. — Л.: «Наука» Ленинградское отделение, 1977. — 56 с. — 2150 экз. АН СССР Тимирязевские чтения XXXVII

### Комментарии
1. ↑  Заленский, Олег Вячеславович. Эколого-физиологические аспекты изучения фотосинтеза и проблема его взаимоотношения с дыханием : диссертация … доктора биологических наук в форме научного доклада : 03.00.05. — Ленинград, 1982. — 49 с. Архивная копия от 26 ноября 2019 на Wayback Machine Российская государственная библиотека.